# Sar Kāj
Sar Kāj (persiska: سَركَج, سر کاج) är en del av en befolkad plats i Iran.   Den ligger i provinsen Mazandaran, i den norra delen av landet, 110 km nordost om huvudstaden Teheran. Sar Kāj ligger 26 meter över havet och antalet invånare är 583.
Terrängen runt Sar Kāj är varierad. Runt Sar Kāj är det ganska glesbefolkat, med 39 invånare per kvadratkilometer. Närmaste större samhälle är Nūr, 6,9 km norr om Sar Kāj. I omgivningarna runt Sar Kāj växer i huvudsak blandskog.